# 1903 în artă
← 1900 în artă — 1901 în artă — 1902 în artă ——  1903 în artă  —— 1904 în artă — 1905 în artă — 1906 în artă →
1903 în artă implică o serie de evenimente:

## Evenimente

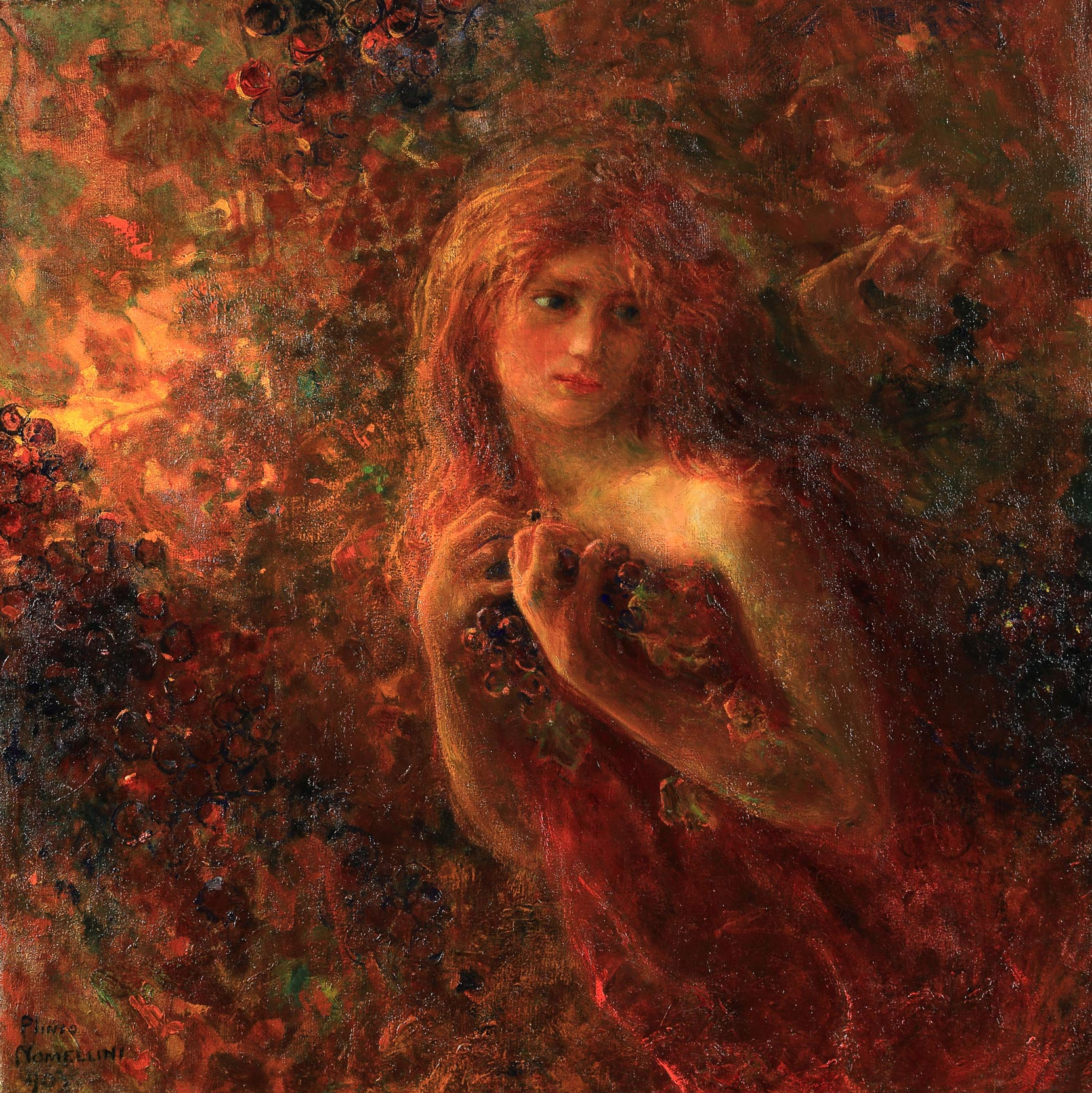
Plinio Nomellini (1866 – 1943), pictor italian, considerat ca aparținând curentului artistic al divizionismului — Fuga Toamnei - Toamna care fuge (1903).

Logo-ul lucrativei asocieri de artiști vienezi, cunoscută ca Wiener Werkstätte, care a fost fondată în 1903.

### Evenimente artistice oriunde
- 3 iunie — Artista plastică engleză, de multiple orientări artistice, Laura Johnson (1877 – 1970) se căsătorește cu conaționalul ei, portretistul și peisagistul Harold Knight (1874 – 1961).
- 31 octombrie – Cu sprijinul lui Pierre-Auguste Renoir, Jacques Villon, Auguste Rodin și alții, prima ediție a Salon d'Automne, se deschide la Paris ca o reacție la „conservatorismul rigid” al Salonului de la Paris.

Fără date precise,
- Bernard Berenson (1865 – 1959), istoric și critic de artă american, publică celebra lucrare, de mare succes național și internațional, The Drawings of the Florentine Painters - Desenele pictorilor florentini.
- Isadora Duncan dezvoltă dansul liber, o tehnică de dans influențată de grecii antici și de filozofia lui Friedrich Nietzsche.
- Artistul vizual și ilustratorul american Frederic Dorr Steele (1873 – 1944) produce primele sale ilustrații, în Statele Unite, pentru celebrele povești ale lui Sherlock Holmes, de Arthur Conan Doyle, pentru Collier's Weekly.
- Multi-talentata germană Anna Muthesius (1870 – 1961), scriitoare, cântăreață de muzică cultă și creatoare de modă, publică Das Eigenkleid der Frau – Rochia [proprie / personală a] femeii.[1]
- Ultimul an al Perioadei Albastre (spaniolă Período azul, 1901 - 1903) a activității creatoare a lui Pablo Picasso.

Perioada Albastră, care va fi urmată de Perioada Roz (spaniolă Período rosa, 1904 - 1907) este considerată ca fiind prima mare etapă din evoluția artistică a artistului vizual spaniol.
- Se creează, la Viena, asociația artistică Wiener Werkstätte (Atelierul vienez), creată de trio-ul format din designerul, graficianul și pictorul Koloman Moser, arhitectul Josef Hoffmann și colecționarul de artă și patronul entității asociației, Fritz Waerndorfer.

Până în 1914, anul declanșării Primului Război Mondial, asocierea a fost foarte activă și lucrativă, adunând împreună numeroși artiști plasticii de varii orientări, arhitecți, ceramiști, designeri, realizatori de mobilier, graficieni, aurari și argintari, precum și alții.

## Nașteri

### Ianuarie - iunie
- 13 ianuarie –
- 4 februarie –
- 28 februarie –
- 10 martie –
- 23 martie –

### Iulie - decembrie
- 1 iulie –
- 17 august –

## Decese
- 8 ianuarie –

## Galerie (lucrări din 1903)

Lucrări reprezentative
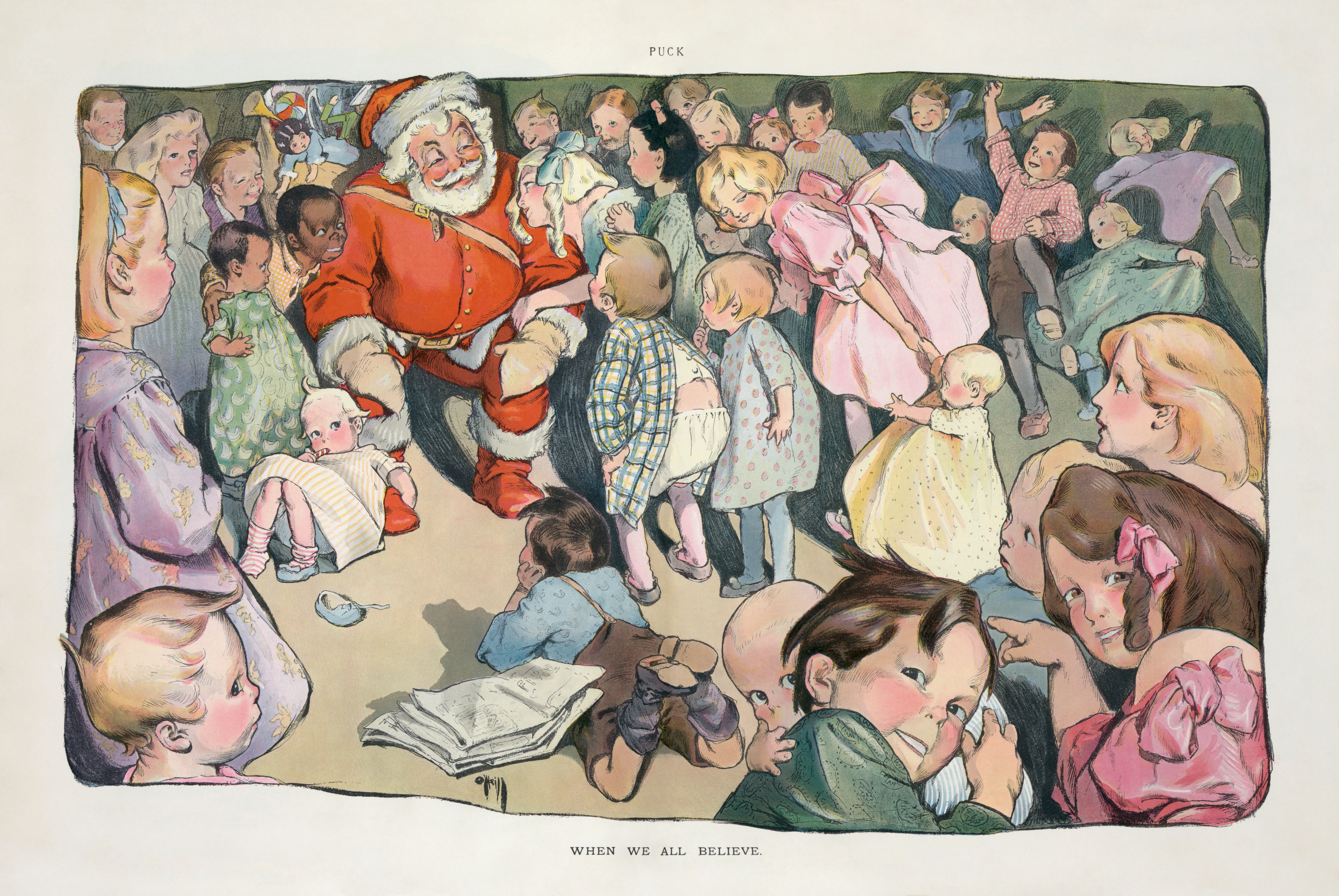
1903 — Rose O'Neill (1874 – 1944) — When We All Believe - Ilustrație - Moș Crăciun cu copii (engleză Santa Claus and children), din numărul din 2 decembrie 1903, al revistei Puck
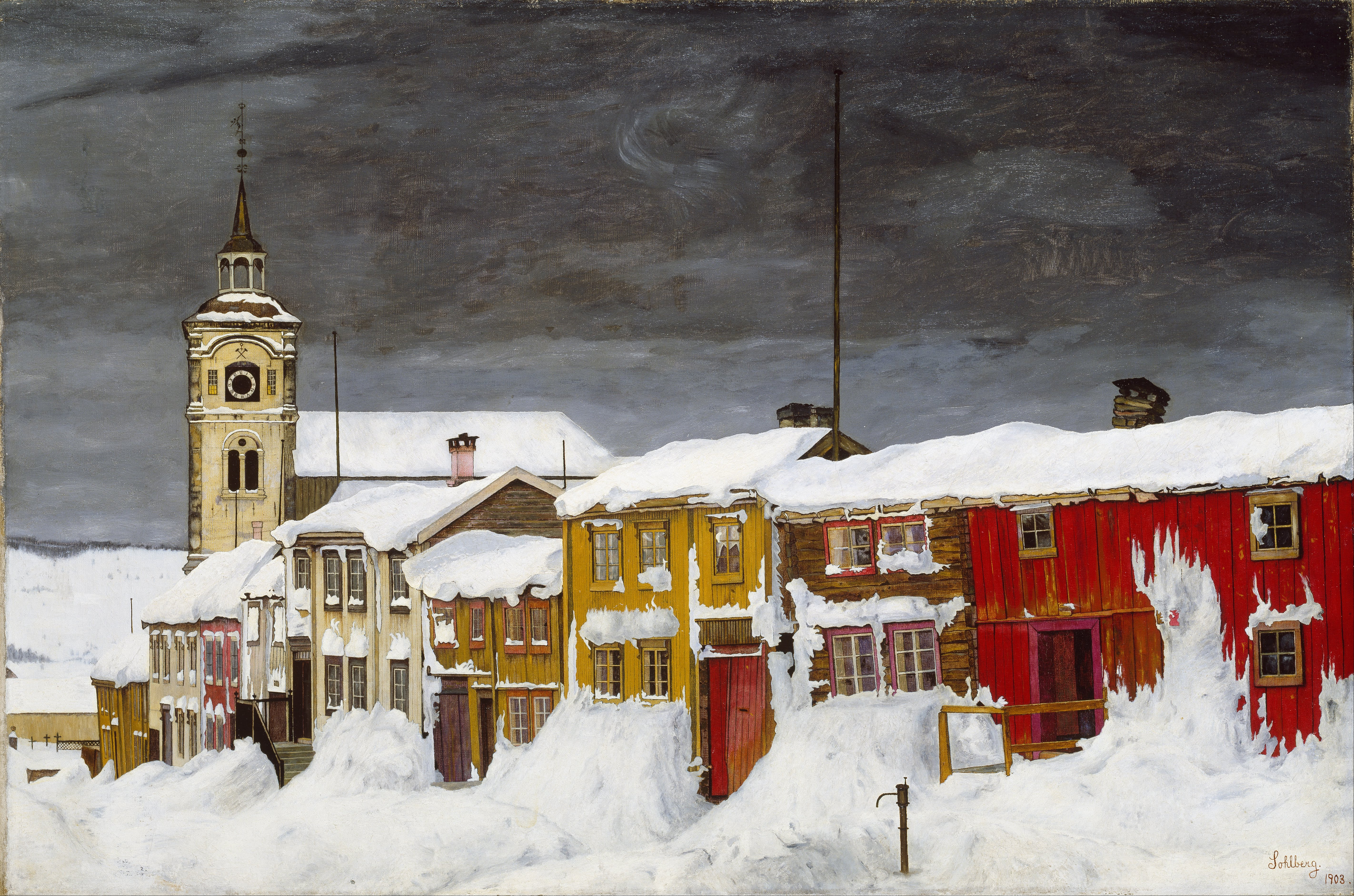
1903 — Harald Sohlberg (1869 – 1935) → WikiData:Q1367020 — Stradă în Røros în timpul iernii (în engleză Street in Røros in Winter) — lucrarea, de dimensiuni 605 mm x 905 mm, este expusă la Nasjonalmuseet, denumire oficială, Muzeul Național de Artă, Arhitectură și Design, Oslo,  Norvegia
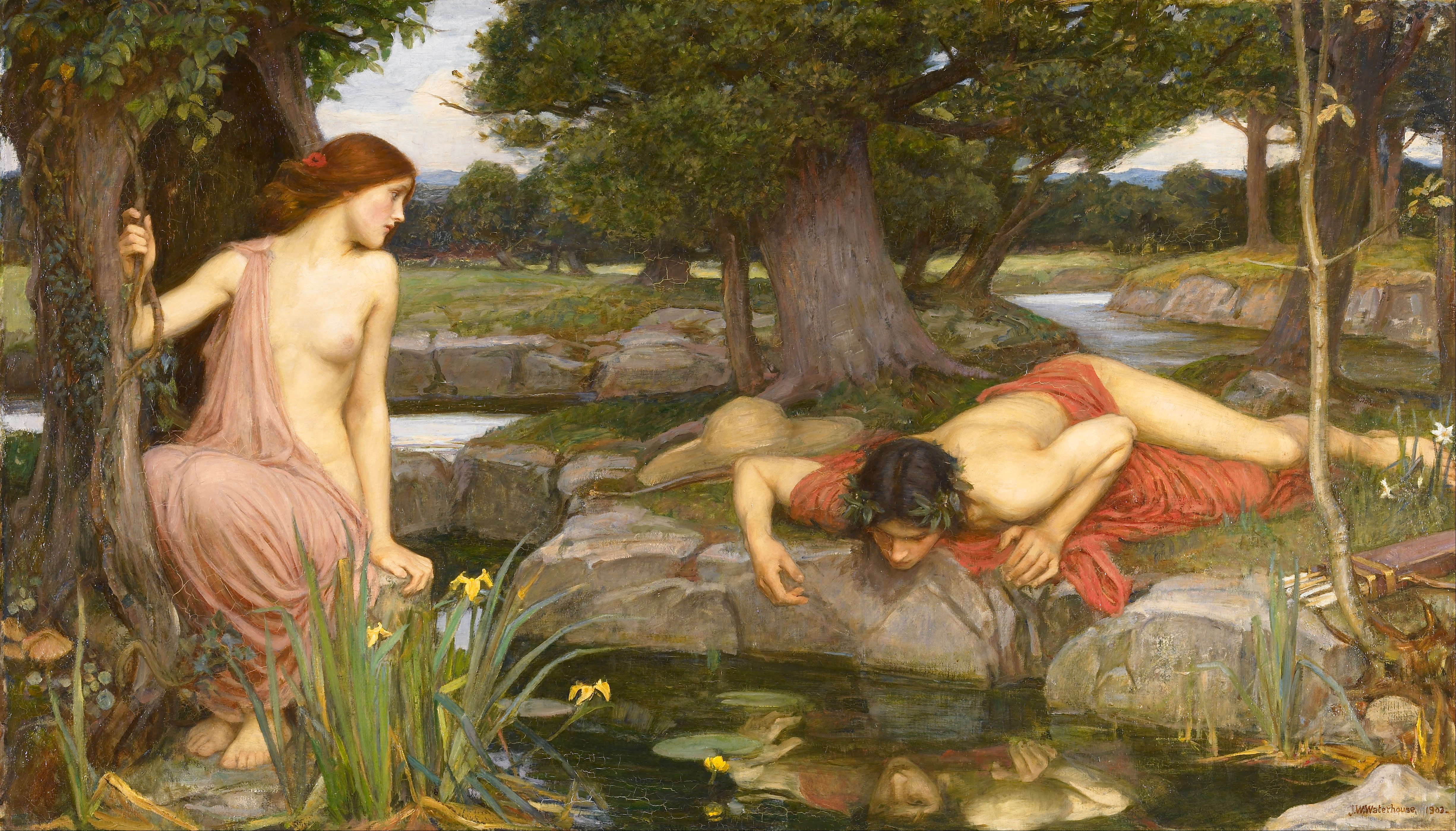
1903 — John William Waterhouse (1849 – 1917) → WikiData:Q212754 — Echo și Narcis (în engleză Echo and Narcissus) — pictura, de dimensiuni 1.092 mm x 1,892 mm, se găsește la Walker Art Gallery din Liverpool,  Regatul Unit